# Капитан-Бермудес
Капитан-Бермудес (исп. Capitán Bermúdez) — город и муниципалитет в департаменте Сан-Лоренсо провинции Санта-Фе (Аргентина).

## История
В 1886 году Хуан Ортис построил здесь железнодорожную станцию, вокруг которой стал расти населённый пункт. В 1901 году Ортис выделил землю под населённый пункт Лос-Параисос, но позднее он и станция были переименованы в Ортис. В 1909 году станция и населённый пункт были переименованы в Колония-Ортис, а позднее населённый пункт стал известен как Хуан-Ортис.
В 1929 году здесь был возведён целлюлозно-бумажный комбинат.
В 1950 году, в рамках общенациональной компании в честь 100-летия со дня смерти Хосе де Сан-Мартина, Хуан-Ортис был переименован в честь капитана Хусто Хермана Бермудеса, который был вторым командиром Полка конных гренадеров в сражении при Сан-Лоренсо 3 февраля 1813 года, и умер от полученных в бою ран. В том же году здесь был открыт завод по производству фарфора.
В 1971 году Капитан-Бермудес получил статус города.
В 1980 году в Капитан-Бермудесе был открыт крупнейший в регионе алюминиевый комбинат.

## Знаменитые уроженцы
- Марсело Дельгадо (род. 1973) — футболист.
- Паола Понсе (род. 1977) — певица, актриса и фотомодель.
- Иван Пильюд (род. 1986) — футболист.
- Хонатан Гомес (род. 1989) — футболист.